# Инглис, Чарльз
Сэр Эдвард Чарльз Инглис (англ. Charles Edward Inglis, ВТО, ФРС (/ˈɪŋɡəlz/; 31 июля 1875 — 19 апреля 1952 года) — английский инженер в гражданском строительстве.
Сын Александра Ирвинга, врача общей практики и его первой жены, Флоренс Фини, дочери медиамагната Джона Фредерика Фини. Получил образование в Челтнхем-Колледже, а также выиграл стипендию в кембриджском Королевском колледже. Инглис провел два года в инженерной фирме, которой руководил Джон Вольф-Бэрри, а затем вернулся в Королевский колледж в качестве преподавателя. Работая с профессорами Джеймсом Юингом и Бертрамом Хопкинсоном, он сделал ряд важных исследований по определению влияния вибрации на прочность листовой стали.
Во время Первой Мировой Войны Инглис служил в сапёрных частях и изобрел «Мост Инглиса» — многоразовую стальную мостовую конструкцию, которая стала предшественником более известного моста Бэйли. В 1916 году ему было поручено спроектировать мост для британской армии. Вместе с Жиффаром Ле Кен Мартелем Инглис начал экспериментировать над применением временных мостов для танков. Инглис уволился с военной службы в 1919 году и был награждён офицерским крестом Ордена Британской империи. Он вернулся в Кембриджский университет в качестве профессора и руководителя университетского инженерного департамента. Под его руководством департамент стал крупнейшим в университете и одной из лучших инженерных школ в мире. Инглис ушел из этого департамента в 1943 году.
Инглис также работал с Королевским институтом кораблестроения, Институтом гражданского инженерного строительства, Институтом машиностроения, Институтом строительной инженерии, Институтом гидротехнической инженерии и Британской гидротехнической ассоциацией. Он был также членом Лондонского королевского общества. Инглис участвовал в расследовании обстоятельств гибели дирижабля R101, а в 1946 году был председателем комитета по модернизации железных дорог (при Министерстве военного транспорта). В 1945 года был посвящён в рыцари. В последующие годы занимался развитием своих теорий по обучению инженеров и написал пособие по теоретической механике. Он стал известен как величайший теоретик инженерии своего времени, и в Кембриджском университете существует здание, названное его именем.